# 清水寺 (藤枝市)
清水寺（きよみずでら）は、静岡県藤枝市にある高野山真言宗の寺院。駿河三十三観音霊場第1番札所。

## 歴史
726年（神亀3年）、行基によって開山された。その後、父の聖武天皇の追善供養として、称徳天皇は当寺に「縁生論」を納経している。
991年（正暦2年）、花山法皇によって勅願寺に、1190年（建久元年）に源頼朝の祈願所になっている。室町時代からは当地の大名今川氏の保護を受けている。今川氏真は、年2回当寺門前における楽市・楽座を許可している。
しかし1569年（永禄12年）の武田信玄の駿河侵攻で伽藍を焼失してしまった。信玄は駿河占拠後、直ちに再建に乗り出し、翌年には再興している。

## 文化財
- 紙本墨書縁生論（静岡県指定有形文化財 昭和31年1月7日指定）[4]

## 交通アクセス
- 藤枝岡部ICより車11分。